# فهد بن دحيم
فهد بن دحيم شاعر سعودي، وواحد من الشعراء الذين برزوا في الشعر النبطي وتحديدًا اللون الحربي منه خلال القرن الرابع عشر الهجري، وأحد الذين شاركوا مع عبد العزيز بن عبد الرحمن آل سعود في بعض معارك توحيد المملكة العربية السعودية.

## نسبه وحياته
فهد بن سعد بن دحيم النفيسة، والبعض يسميه بفهيد وهو تصغير وتمليح لأسم فهد، حيث كان من عادة أهالي نجد إذا أحبوا شخصًا يصغرون اسمه، يعتبر بن دحيم من أهالي إقليم العارض وتحديدًا من أعيان مدينة الرياض، وممن عاش ومات في الجندية فقد قيل عن مشاركته فيها: "إذا جد الجد وحزب الأمر ونادى منادي الجمع وقرعت الطبول لبس السلاح وتجمعوا تمهيدًا لأيامهم المعروفة واندلاقاتهم المسعورة تجده هناك ترمقه الأبصار وتنشد نحوه الأسماع ماذا سوف يهزج به فهد بن دحيم".

## شعره

### الشعر الحربي
طرق فهد بن دحيم في نظم قصائده أغراض متعددة من الشعر، ولكنه برز في الشعر الحربي، فقد كان خلال السنين الأخيرة التي قضاها من حياته ضمن رجال عبد العزيز بن عبد الرحمن آل سعود الذين شاركوا معه في توحيد المملكة العربية السعودية وقد اشتهر بالعديد من القصائد الشعرية الحربية التي كان من أبرزها قصيدة "حن هل العادات" التي تناول سيفه وأنشدها على مسامع عبد العزيز والجنود حينما أوتي به وهو مريض محمولًا فاهتز عبد العزيز لها وتناول سيفه وجعل يتثنى بين جنده مفتخرًا فازدادوا حماسةً، والقصيدة لا يزال الشعراء حتى اليوم يرددونها عندما يؤدون العرضة النجدية، وأبياتها كالتالي:

### الشعر الغزلي
من القصائد الغزلية التي نظمها ابن دحيم واصفًا فيها محبوبته ومدى شوقه لها ما يلي:

## وفاته
التاريخ التقريبي لوفاة الشاعر ابن دحيم هو عام 1364هـ.